# Rivière Qikirtaluup Kuunga
Der Rivière Qikirtaluup Kuunga ist ein etwa 113 km langer Zufluss der Hudson Bay im Nordwesten der Labrador-Halbinsel in der kanadischen Provinz Québec.

## Flusslauf
Der Rivière Quikirtaluup Kuunga hat seinen Ursprung in einer Seenlandschaft westlich des Sees Lac Chavigny auf einer Höhe von etwa 213 m. Der Fluss fließt in westlicher Richtung durch den Kanadischen Schild. Am Mittellauf liegen die Seen Lac Voizel und Lac Qikirtaluup Tasinga. Der Fluss mündet schließlich etwa 80 km südöstlich von Inukjuak in das Südufer der 13 km langen Fjord-ähnlichen Bucht Baie Qikirtaluup Kangirsualungata Qinngua, etwa 9 km von der Hudson Bay entfernt. Der Rivière Quikirtaluup Kuunga entwässert ein Areal von 2370 km². Im Norden grenzt das Einzugsgebiet an das des Rivière Gladel, im Süden an das des Rivière Gassot.